# 千々和実
千々和 実（ちぢわ みのる、千々和實、1903年9月2日 - 1985年9月5日）は、日本史学者。東京学芸大学名誉教授。

## 経歴
福岡県鞍手郡木屋瀬町（現・北九州市八幡西区）生まれ。1927年広島高等師範学校卒業。1927年から1929年まで長崎県立長崎高等女学校教諭。1932年東京文理科大学卒業。卒業論文は「中世新宗教発展の過程と遁世者の意義」。
群馬県師範学校教諭、1942年東京府青山師範学校教諭、1949年東京学芸大学教授、1961-1963年同附属図書館長、1967年定年退官、名誉教授。1967年都留文科大学教授、1968年上武大学教授、1972年退職。1974年勲三等旭日中綬章受勲。次男は千々和到。

## 著書
- 『私達の郷土』社会科の友叢書　世界社 1948
- 『近世文書読解の手引 はじめて近世文書を読む人の為に』いずみ書房 1959
- 『板碑源流考 民衆仏教成立史の研究』吉川弘文館 1987

### 共編著
- 『国のはじめ』伊瀬仙太郎、東一夫共著 世界社 社会科の友叢書 1949
- 『日本史』改訂版 大屋賢一共著 千代田書房 1952 大学受験新書
- 『高山彦九郎全集』全4巻 萩原進共編 高山彦九郎遺稿刊行会 1943-1978|
- 『日本史の整理5週間』阿部猛共著 葛城書房 1957
- 『歴史のフィールド・ワーク 郷土の研究調査』編著 いずみ書房 1959
- 『日本史 教養の歴史』編 小峯書店 1960
- 『武蔵国板碑集録 板碑発生最密集地域精査 第2 (旧比企郡)』編 小宮山書店 1968
- 『武蔵国板碑集録 板碑発生最密集地域精査 3 (西北部)』編 雄山閣出版 1972
- 『新田氏根本史料』編 国書刊行会 1974
- 『上野国板碑集録』編 西北出版 1977
- 『高山彦九郎日記』萩原進共編 西北出版 1978
- 田中一郎; 服部清道; 千々和実; 千々和到; 大護八郎; 岩城邦男; 織戸市郎 著「シンポジウム第2回 板碑に関する諸問題（昭和54年10月）」、坂戸市教育委員会 編『坂戸市史 中世史料編2』坂戸市、1980年、529-576頁。全国書誌番号:81003146。